# Raïon de Saltivka
Le raïon Salvitsky (en ukrainien : Салтівський район) est un raïon (district) urbain de Kharkiv, la capitale de l'oblast de Kharkiv.

## Situation
Il englobe des territoires dans le nord-est de Kharkiv.

## Historique
Il a été formé en 1937, il a porté le nom Moscou entre 1961 et 2022.

## Lieux d’intérêt
Le district accueil l'Institut éducatif et scientifique Carazine, l'Université d'État ukrainienne des transports ferroviaires, l'Institut de recherche et de conception en technologie du génie électrique, l'Institut de recherche en technologies laser, l'Institut de recherche en neurologie, psychiatrie et narcologie, l'Institut de recherche de Soins de santé enfants et adolescents.

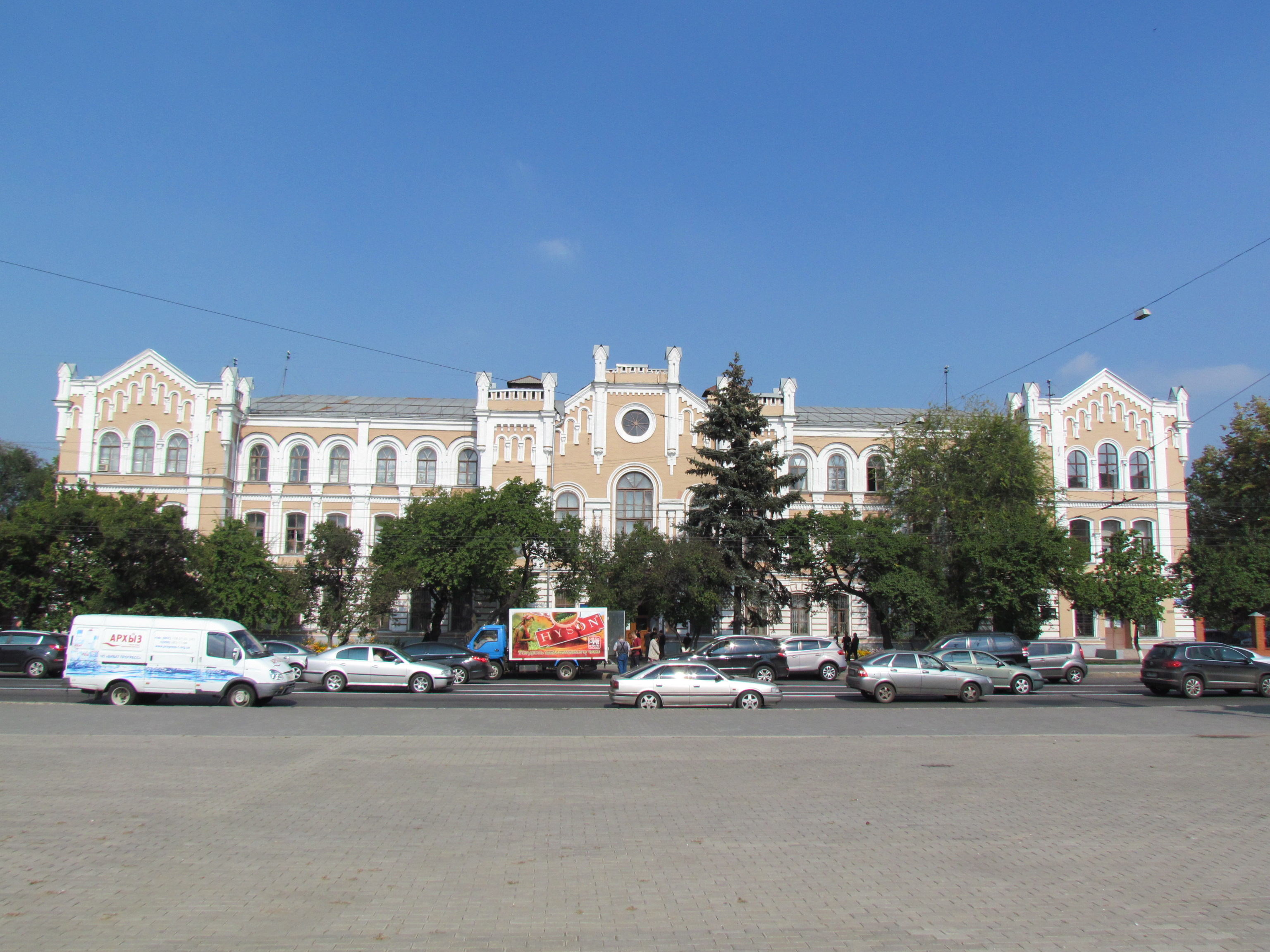
Institut d'agriculture classé[2].
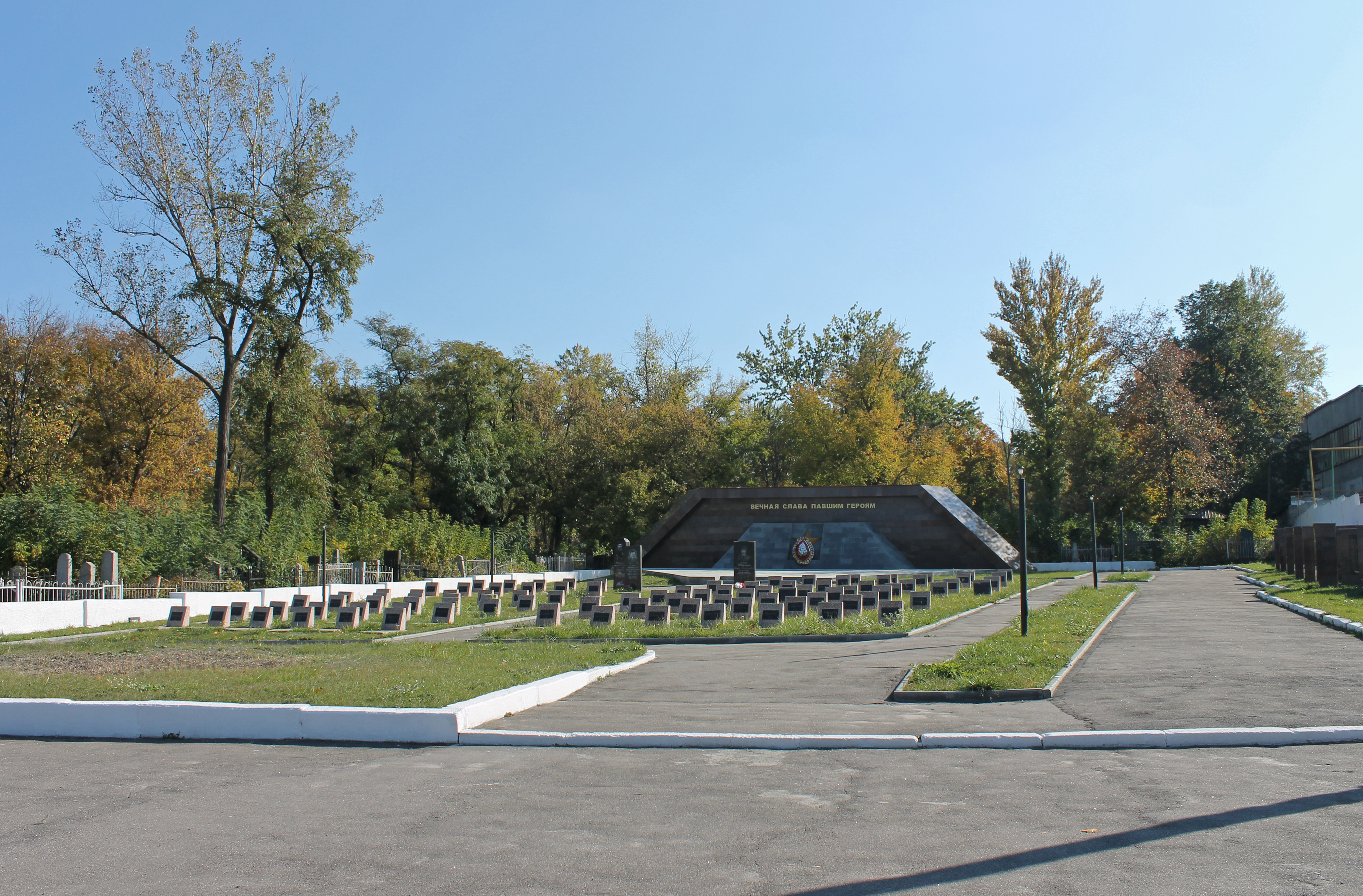
Mémorial nécropole classé[3].
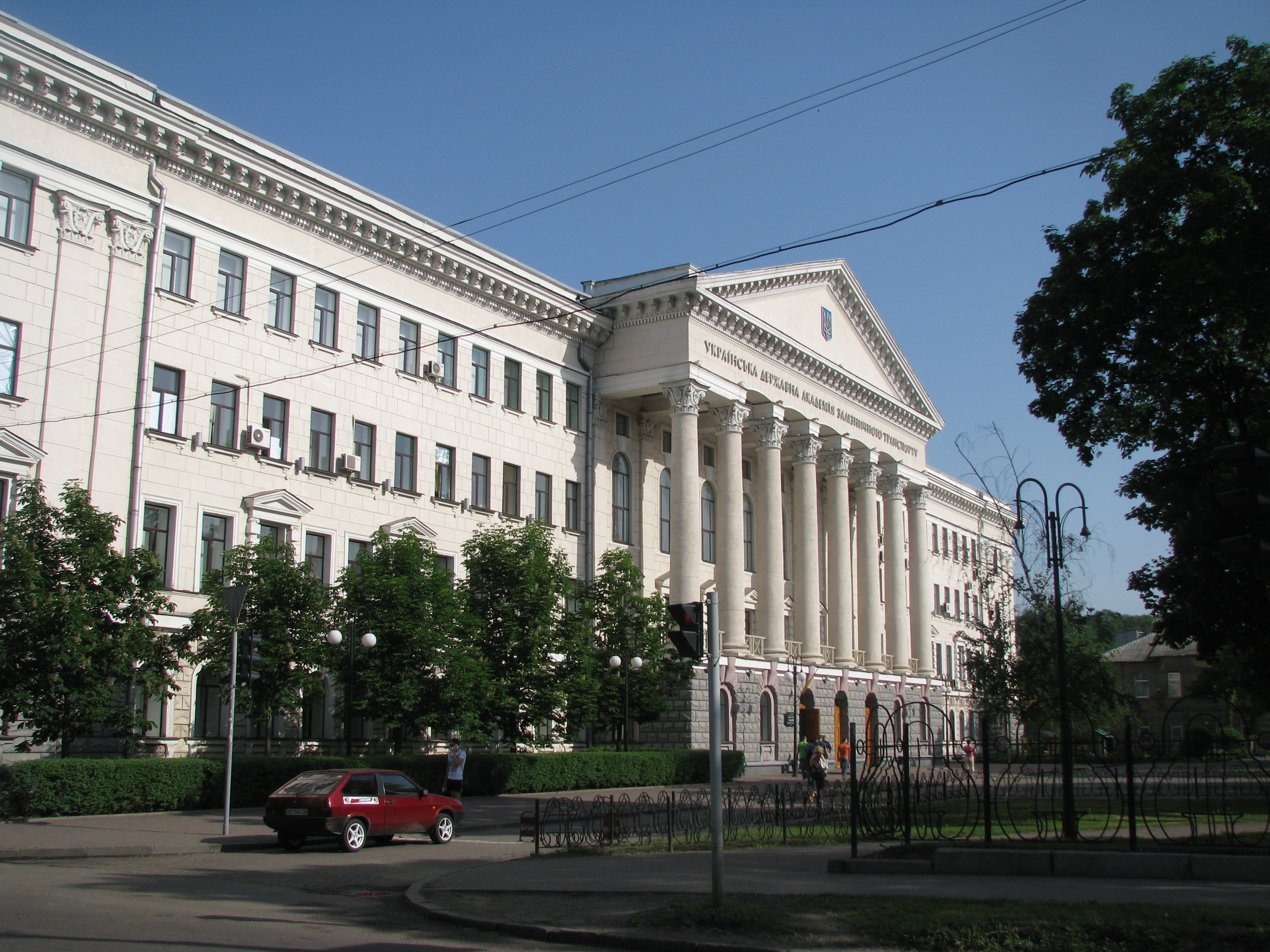
L'université des transports ferroviaires classée[4].
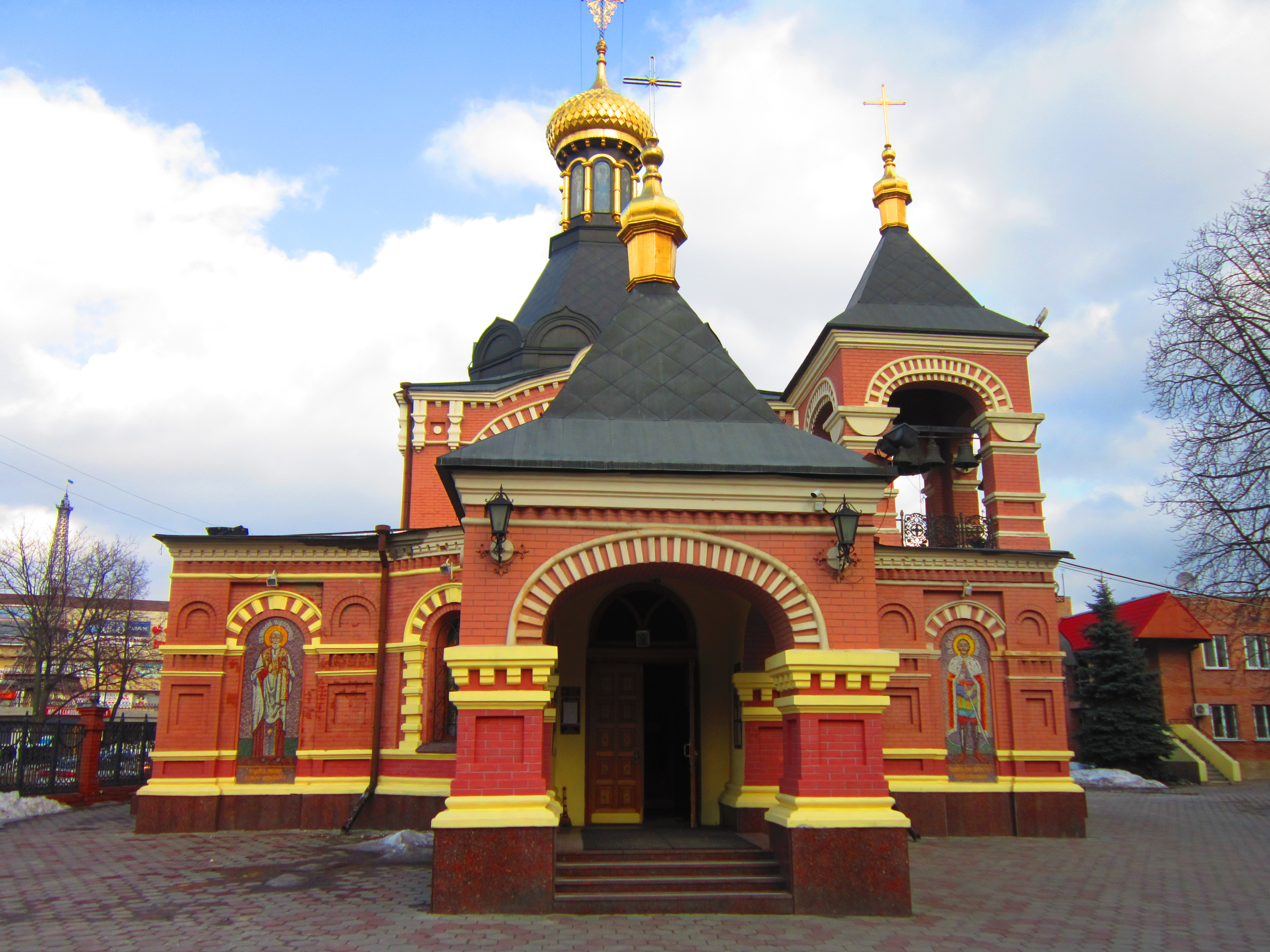
Église Alexandre Nevski classée[5].